# Baythorpe
Baythorpe – wieś w Anglii, w hrabstwie Lincolnshire. Leży 41 km na południowy wschód od Lincoln i 161 km na północ od Londynu.